# Barbuta

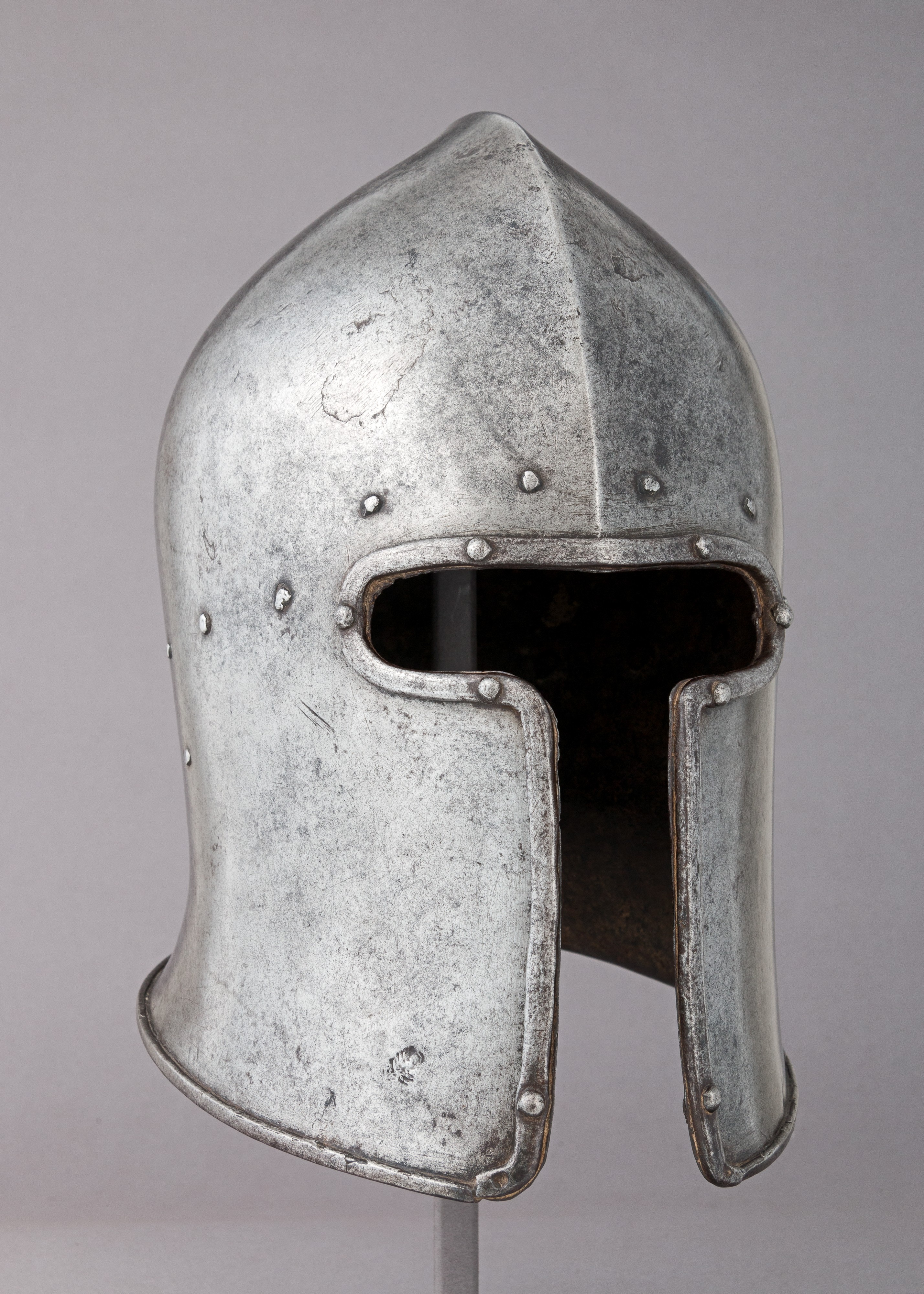
Barbuta

Barbuta (wł. barbuto – brodacz) – późnogotycki włoski hełm. Miał głęboki dzwon obejmujący głowę wraz z policzkami oraz wycięcie na twarz w kształcie litery „T”, umożliwiające swobodne patrzenie i oddychanie. Barbuta rozpowszechniona w XV wieku nawiązywała swym kształtem do starożytnego hełmu greckiego (korynckiego), który osłaniał prawie całą głowę, pozostawiając nieosłonięte oczy i niewielką część twarzy.